# Condado de Big Lakes
El condado de Big Lakes es un distrito municipal canadiense situado en la provincia de Alberta.

## Superficie
Big Lakes tiene una superficie de 13 827,58 km².

## Demografía
En 2021, tenía 4986 habitantes, una densidad poblacional de 0,4 hab./km², y 2632 viviendas.